# Helicopsyche cuvieri
Helicopsyche cuvieri là một loài Trichoptera trong họ Helicopsychidae. Chúng phân bố ở miền Australasia.